# Bosmolen (Knokke)
De Bosmolen (ook Le Vieux Moulin of Oude molen; ook molen der zeemeermin) is een kleine staakmolen in Knokke, in de Belgische gemeente Knokke-Heist. De molen is gelegen aan de Boslaan.
In 1858 bouwde bakker Karel Lievens een relatief kleine staakmolen op een torenkot op de grond van Karel Serweytens, die was een koopman uit Sint-Pieters-op-den-Dijk. De Bosmolen, gelegen bij de Sint-Margarethakerk en de duinen van Knokke, bleef tot 1907 in werking, maar trad vanaf toen in verval. Al in de jaren '20 werd ondernomen de molen te behouden aangezien die van landschappelijk belang was.
Dat werkte en in 1932 werd de molen aangekocht door baron Snoy d'Oppuers, eigenaar van een villa op dezelfde Boslaan te Knokke. In zijn naam werd de opdracht uitgevoerd dat bouwondernemer Edmond Mergaert uit Knokke de molen moest afbreken en op het domein van baron d'Oppuers moest heroprichten. Daardoor kreeg de villa ook de naam "Le Vieux Moulin", nu "Oude Molen". Echter werd enkel de as met de wieken en het bovenwiel herplaats.
De houten askop en pestelroeden werden in 1974 vervangen door een gelaste ijzeren kop en ditoroeden vervangen. Die nieuwe onderdelen waren afkomstig van een fabrikant uit Gistel. Momenteel wordt de molen nog steeds onderhouden, maar het zal helaas nooit meer draaien. De hinderende bomen zorgden ervoor dat het molentje niet meer kon draaien vanaf een bepaald moment. De Bosmolen te Knokke is een van de twee laatste Vlaamse staakmolens die nog steeds niet als monument beschermd zijn. Ook in 2008 liet de private eigenaar, op eigen kosten, enkele onderhoudswerken uitvoeren: er werd gezorgd voor nieuwe beplanking van de volledige molenkast, een nieuw hekwerk op de roeden en schilderwerken.
- Inventaris van het Bouwkundig Erfgoed (Vlaanderen): 58821